# Mariette e l'estasi
Mariette e l'estasi (Mariette in Ecstasy) è un romanzo del 1991 dello scrittore statunitense Ron Hansen.
Il romanzo, accolto molto positivamente dalla critica statunitense, è stato tradotto in una mezza dozzina di lingue.

## Trama
Stato di New York, 1906. La diciassette Mariette Baptiste entra come postulante nel convento di Nostra Signora delle Afflizioni, retto da sua sorella, Madre Céline, più grande di lei di vent'anni e malata terminale di cancro. Dopo essersi lasciata alle spalle la vita borghese in cui è cresciuta, Mariette comincia a sperimentare visioni e crisi mistiche che culminano con l'apparizione delle stimmate sul suo corpo. Mentre la Reverenda Madre soccombe lentamente al tumore, le suore non sanno come comportarsi con la giovane postulante: alcune le credono, altre la considerano un'impostora. Dopo la morte di Madre Céline, Mariette viene cacciata dal convento e torna a vivere con il padre, di cui si prende cura amorevolmente continuando a seguire le regole e gli orari della vita in convento.

## Edizioni
- Mariette e l'estasi, traduzione di Franca Castellenghi Piazza, Milano, Anabasi, ISBN 88-417-1008-X.